# أحمد داوودي
أحمد داوودي (بالفارسية: احمد داوودی) هو لاعب كرة قدم إيراني. حضر احمد داوودي خلال مسيرته الرياضية في عدة فرق ومنها فريق حفاري أحفاز لكرة القدم الإيراني.